# Estação Havre - Caumartin
Havre - Caumartin é uma estação das linhas 3 e 9 do Metrô de Paris, localizada no 9.º arrondissement de Paris.

## Localização
Ele se situa no cruzamento da rue de Caumartin e do boulevard Haussmann, e a centenas de metros a leste da rue du Havre.

## História
A estação Caumartin foi inaugurada em 19 de outubro de 1904, com a entrada em funcionamento do primeiro trecho da linha 3 entre as estações Avenue de Villiers (hoje Villiers) e Père Lachaise. Ele levou seu nome atual em 1926.

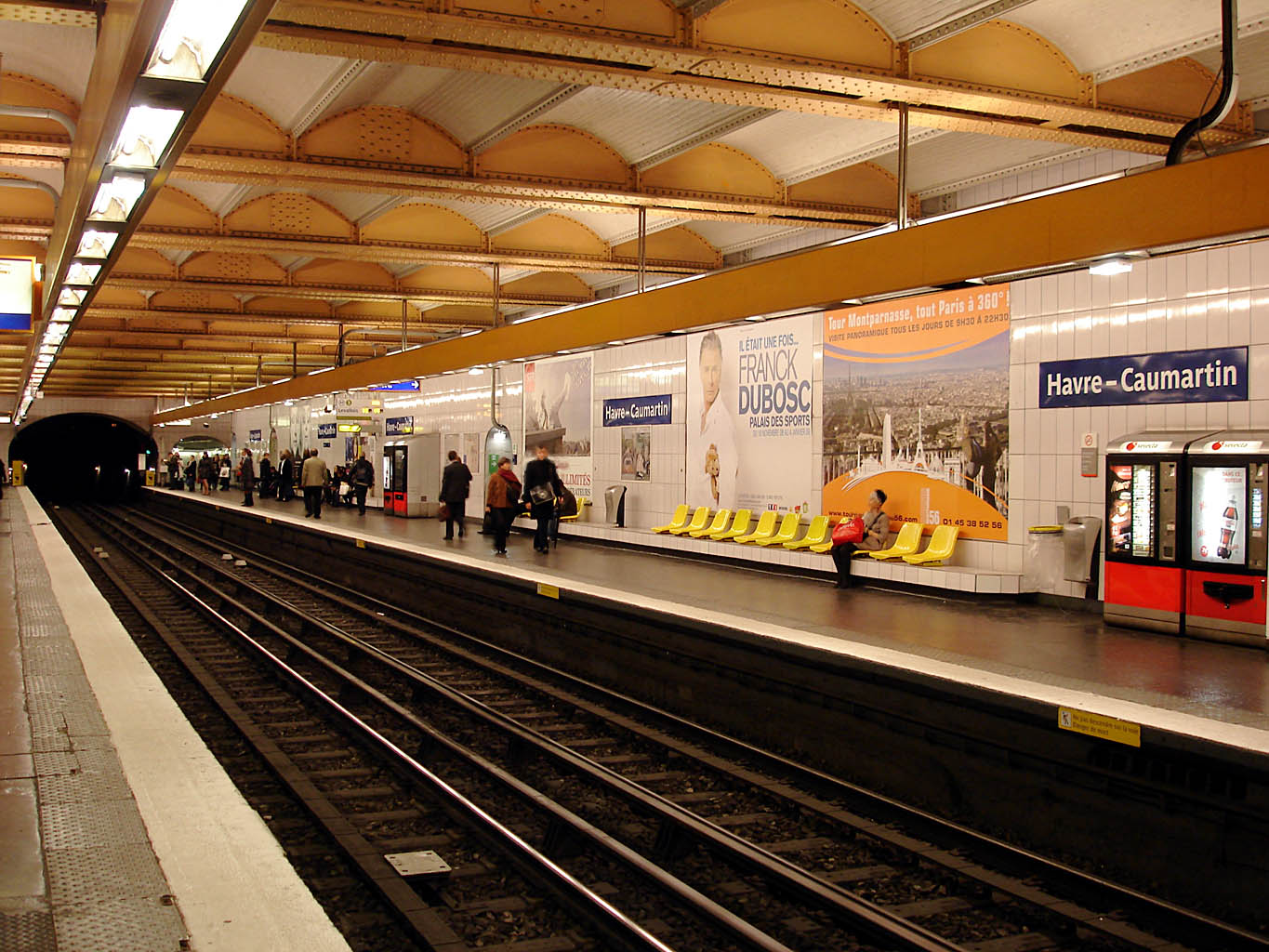
Plataformas da linha 3

A estação leva o nome da cidade de Le Havre, pela proximidade com a rue du Havre que leva ao frontão da Gare Saint-Lazare, recordando um dos principais destinos ferroviários desta estação.
A estação também leva o nome do marquês de Saint-Ange, Antoine-Louis Lefebvre de Caumartin, que foi preboste dos mercadores de Paris no século XVIII. Está na origem de uma parte do traçado da rua que leva hoje o seu nome.
Em 2011, 8 343 415 passageiros entraram nesta estação. Ela viu entrar 7 899 688 passageiros em 2013, o que a coloca na 31ª posição das estações de metrô por sua frequência.

## Serviços aos Passageiros

### Acessos

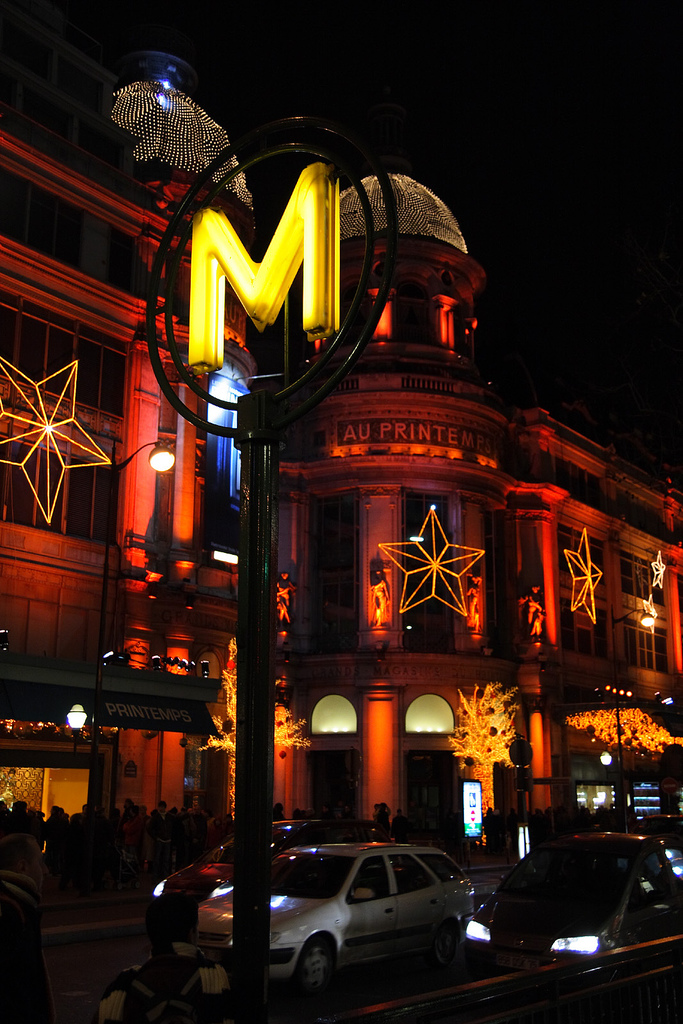
Mastro de uma entrada de metrô

- Acesso 1: rue du Havre - no 70 boulevard Haussmann
- Acesso 2: bd Haussmann - Grands Magasins no 56 boulevard Haussmann
- Acesso 3: rue Auber - no 53 boulevard Haussmann
- Acesso 4: rue de Caumartin - no 43 boulevard Haussmann

### Plataformas
As plataformas das duas linhas são de configuração padrão: duas plataformas laterais por linha, elas são separados pelas vias do metrô localizadas no centro.
As plataformas da linha 3 são estabelecidas abaixo do solo, o teto é composto de um tabuleiro metálico, onde as vigas, de cor amarelo-laranja, são suportados pelos pés-direitos verticais. Eles estão organizados no estilo "Andreu-Motte "com duas rampas luminosas amarelas-laranjas, os bancos, os tímpanos e os pés-direitos equipadas de grandes telhas brancas de arenito estirado e assentos "Motte" amarelos. As publicidades são desprovidas de quadros e o nome da estação é em fonte Parisine em placas esmaltadas.
As plataformas da linha 9 estão entre as últimas da rede a manter conservado uma decoração de estilo "Mouton Duvernet", com os pés-direitos equipados com telhas planas de cor laranja viva dispostas horizontalmente e alinhadas, assim como as faixas de iluminação características deste tipo de modelo. Os tímpanos são equipados com telhas brancas planas também alinhadas horizontalmente, enquanto que a abóbada é revestida e pintada em bordeaux. Os quadros publicitários são metálicos e o nome da estação é em fonte Parisine em placas esmaltadas. Os assentos são do estilo "Motte" de cor laranja.

### Intermodalidade
A estação é servida pelas linhas 20, 21, 22 (na direção de Porte de Saint-Cloud), 24, 27, 29, 53 (na direção de Opéra unicamente), 66, 81 (na direção de Châtelet ) e 95 da rede de ônibus RATP e, à noite, com as linhas N15 e N16 da rede de ônibus Noctilien.
Ela está também em correspondência com as estações de Auber e de Haussmann - Saint-Lazare, servidas respectivamente pelas linhas A e E do RER.

## Pontos turísticos
- Boulevard Haussmann
- Printemps Haussmann
- Galeries Lafayette Haussmann